# Inconsciencia
La inconsciencia es un estado que ocurre cuando se pierde la capacidad de mantener una conciencia de sí mismo y del entorno. Implica una falta de respuesta completa o casi completa a las personas y otros estímulos ambientales.
La pérdida de conciencia no debe confundirse con la noción de procesos psicoanalíticos inconscientes o cognitivos (por ejemplo, cognición implícita) que tienen lugar fuera de la conciencia y con estados alterados de conciencia, como el delirio (cuando la persona está confundida y solo responde parcialmente al entorno), el sueño normal, la hipnosis y otros estados alterados en los que la persona responde a los estímulos. 
La inconsciencia puede ocurrir como resultado de una lesión cerebral traumática, hipoxia cerebral (oxígeno insuficiente, posiblemente debido a un infarto cerebral o paro cardíaco), intoxicación grave con medicamentos que deprimen la actividad del sistema nervioso central (por ejemplo, alcohol y otros hipnóticos o drogas sedantes), fatiga severa, anestesia y otras causas. 

Persona desmayada en la acera, inconsciente - NYC - 2008

## Derecho y medicina
En la jurisprudencia, la inconsciencia puede dar derecho al acusado penal a la defensa de automatismo, es decir, un estado incontrolable de las propias acciones, una condición de excusa que le permite al acusado argumentar que no debe ser penalmente responsable por sus acciones u omisiones. En la mayoría de los países, los tribunales deben considerar si la inconsciencia en una situación puede aceptarse como defensa; puede variar de un caso a otro. Por lo tanto, las convulsiones epilépticas, las disfunciones neurológicas y el sonambulismo pueden considerarse condiciones de excusa aceptables porque la pérdida de control no es previsible, pero quedarse dormido (especialmente mientras conduce o durante cualquier otra actividad crítica para la seguridad), puede no ser porque el sueño natural rara vez supera una rutina normal Persona sin previo aviso. 
En muchos países, se presume que alguien que es menos consciente no puede dar su consentimiento a nada. Esto puede ser relevante en casos de conducta sexual, eutanasia o pacientes que dan su consentimiento informado con respecto a comenzar o suspender un tratamiento. 